# Прва београдска гимназија
Прва београдска гимназија је најстарија гимназија у Београду, основана 1839. године. Кроз историју је мењала локацију, а данас се налази се у Улици цара Душана бр. 61 на Дорћолу, на месту где се некада налазила Видин капија кроз коју се улазило у Београд, а поред Цркве Александра Невског.
Годину дана након оснивања лицеја, октобра 1838. године у Крагујевцу, који је тада био престоница Србије, указом Милоша Обреновића у Београду је, 18. јуна 1839. године основана Прва београдска гимназија. Гимназија се налазила у Улици Југ Богдановој 26, у кући Николе Селаковића. На самом почетку гимназија је имала само два разреда, али је већ у наредне четири године добила свих пет разреда, тако да је школске 1842—1843. године постала потпуна гимназија.
Први професори гимназије су били Василије Берара и Михајло Поповић, а за управитеља гимназије је именован Михајло Поповић. Законом од 1844. заслугом Јована Стерије Поповића реформисана је настава у Србији тако да је у гимназију уведен и шести разред, па она добија статус европских школа. Те године гимназија је добила и своју библиотеку и прве школске књиге.

## Историја
После Првог светског рата добила је назив Прва мушка реална гимназија у Београду. Пошто је 1959. године спојена са Четвртом женском гимназијом, променила је име у Прва београдска. У периоду усмереног образовања звала се Образовно-васпитна организација „Моша Пијаде”, да би јој од 1990. године био враћен стари назив Прва београдска гимназија. Гимназија је почела са радом у Југ Богдановој 26, у кући која је узета у закуп од Николе Селаковића, после чега је често мењала место.
У току школске 1844/45. године се уселила у Конак кнегиње Љубице, одакле школске 1846/47. прелази у околину Саборне цркве, у зграду садашњег Факултета примењених уметност и у Улици краља Петра број 4.
На овом месту је током јуна 1858. године кнежевић Петар јавно полагао испите које је те године учио. Испиту је, између осталих, присуствовао и Вук Караџић. Прва београдска гимназија је 1863. године трајније решила проблем свог смештаја на основу поклона капетана Мише Анастасијевића, односно била је смештена у Капетан Мишино здање, заједно са Великом школом, Библиотеком, Музејом и Друштвом српске словесности.
Како је ово здање постало тесно због све већег броја студената у Великој школи, од почетка школске 1898/99. до 1904. Прва београдска гимназија је смештена у три зграде: зграду у Улици краља Петра 4, зграду београдске Реалке и зграду код Вазнесењске цркве (зграда укинуте Треће београдске гимназије). У овом периоду Гимназија је имала 72 професора и велики број ђака.
Године 1905. Прва београдска гимназија се уселила у закупљени „Дом Светог Саве” у Улици цара Душана 13 јер су зграде Реалке и у Улици краља Петра 4 биле у врло лошем стању. Али, ни тај смештај није био задовољавајући због удаљености од центра града, па је почетком 1935. године одлучено да се питање смештаја реши зидањем зграде специјално намењене за ту сврху.
Пошто је Београдска општина дала плац код Цркве Светог Александра Невског, узет је кредит, те је 20. септембра 1936. године освештан камен темељац нове гимназијске зграде у Улици цара Душана 61. У ту зграду Прва београдска гимназија уселила се 27. априла 1938. године где остаје до данас.

## Зграда гимназије
Зграда представља први наменски објекат пројектован за смештај Прве београдске гимназије која је основана читав век раније. Камен темељац је освећен 20. септембра 1936, саграђена је 1938. године по пројекту архитекте Милице Крстић, у духу безорнаменталне модернистичке архитектуре Београда. Обликована је са три видљиве фасаде од којих је најзначајнија она окренута улици Цара Душана. Фасаде су оживљене низом прозорских отвора и три портала у приземној зони главне фасаде, што објекат стилски повезује са примерима касног модернизма. Освећена је 26. априла 1938, у њу се привремено уселила и Четврта женска гимназија.
Зграда је проглашена за непокретно културно добро као споменик културе.

## Познати ученици
Гимназију су похађале многе славне личности које су обележиле српску историју 19. и 20. века. Међу њима су: 
- Александар Белић
- Александар Белић, професор, председник Српске краљевске академије и САНУ
- Александар Дероко
- Александар Цинцар-Марковић, дипломата, посланик на страни, министар иностраних послова
- Адам Богосављевић, политичар (23. генерација, матурирали 1863/4)
- Антоније Богићевић, генерал, министар (13. генерација, матурирали 1854/55)
- Аћим Чумић, професор права, председник владе, министар (12. генерација, матурирали 1853/54)
- Богдан Поповић, професор, академик
- Борислав Лоренц, професор Богословског факултета
- Бојан Маглић
- Бранислав Петронијевић
- Борис Тадић
- Велибор Васовић
- Веселин Чајкановић
- Владан Ђорђевић (Хипократ Ђорђевић), председник владе, хирург, сан. пуковник (20. генерација, матурирали 1861/62)
- Владимир Јовановић, професор, министар, државни саветник, сенатор (8. генерација, матурирали 1849/50)
- Владимир Карић, дипломата, конзул (23. генерација, матурирали 1863/4)
- Владимир Љотић, дипломата, конзул (25. генерација, матурирали 1866/7)
- Војислав Вељковић, министар финансија
- Војислав Маринковић, председник владе, министар
- Вук Јеремић
- Гаврило Принцип
- Гргур Јакшић, историчар, професор, академик
- Драгутин Димитријевић Апис

- Ђорђе Малетић, књижевник, естетичар, преводилац, политичар, позоришни педагог, теоретичар
- Ђорђе Крстић, сликар
- Ђорђе Сибер, лекар
- Ђорђе Симић, председник владе, министар, дипломата, посланик на страни (16. генерација, матурирали 1857/58)
- Живојин Мишић
- Јанко Шафарик,  (25. генерација, матурирали 1865/6)
- Јаша Продановић, политичар, министар
- Јован Авакумовић,  министар правде, председник владе, Либерална (Национална) странка,(14. генерација, матурирали 1856/7)
- Јован Бели-Марковић, генерал, краљевски намесник, (1. генерација, матурирали 1842/43)
- Јеврем Грујић, политичар, министар, посланик на страни, вођа Либералне странке (4. генерација, матурирали 1845/46)
- Јеврем Гудовић, министар (10. генерација, матурирали 1851/52)
- Јован Ристић, државник, краљевски и кнежевски намесник, председник владе, министар, историчар (6. генерација, матурирали 1846/47)
- Јован Скерлић
- Јован Цвијић, географ
- Коста Вујић, после професор Прве мушке београдске гимназије
- Лазар Докић, председник владе, лекар (20. генерација, матурирали 1861/62)
- Лазар Лаза К. Лазаревић, лекар, књижевник
- Љубомир Каљевић, председник владе, министар (17. генерација, матурирали 1858/9)
- Љубомир Клерић (Јулиус Клери), проналазач, министар, академик (21. генерација, матурирали 1862/3)
- Љубомир Ковачевић (Љубомир Поповић Ковачевић), историчар, министар, академик (26. генерација, матурирали 1866/7)
- Љубомир Ненадовић, Чика-Љуба, књижевник(1. генерација, матурирали 1842/43)[5]
- Љубомир Стојановић, историчар, професор, министар (12. генерација, матурирали 1853/54)
- Љубомир Стојановић, историчар, политичар (26. генерација, матурирали 1866/7)
- Љубомир Стојановић
- Марко Леко, хемичар, професор, академик (28. генерација, матурирали 1868/9)
- Милан Вујаклија
- Милан Кујунџић (Јанићије Кујунџић) Абердар,  професор филозофије, министар, Напредна странка(17. генерација, матурирали 1858/9)
- Милан Младеновић од Лужице
- Милован Јанковић, министар финансија, политичар Либералне странке (4. генерација, матурирали 1845/46)
- Милорад Митровић (песник)
- Милош Милојевић, (17. генерација, матурирали 1858/9)
- Милутин Гарашанин, пуковник, председник владе, председник Скупштине, шеф Напредне
- Михајло Петровић Алас, математичар, професор, академик
- Михаило Ристић, дипломата, конзул и посланик на страни
- Михаило Богићевић, министар (19. генерација, матурирали 1860/61)странке (17. генерација, матурирали 1858/9)
- Момчило Нинчић, министар иностраних послова
- Немања Шаровић
- Павле Поповић, професор, академик
- Краљ Петар I
- Петар Кочић[6]
- Рајко Лешјанин, министар (2. генерација, матурирали 1843/44)
- Раша Милошевић (Аранђел-Раша Милошевић), политичар (28. генерација, матурирали 1868/9)
- Светислав Вуловић, министар (23. генерација, матурирали 1863/4)
- Светозар Марковић, политичар, социјалиста (20. генерација, матурирали 1861/62)
- Светомир Николајевић, проф. књижевности, министар, академик (21. генерација, матурирали 1862/3)
- Сима Лозанић
- Слободан Јовановић
- Степа Степановић
- Стојан Бошковић, министар правде (6. генерација, матурирали 1843/44)
- Стојан Вељковић, министар правде (6. генерација, матурирали 1843/44)
- Стојан Новаковић (Константин Коста Новаковић), историчар и филолог, професор, председник владе, министар, државник саветник, академик, Напредна странка (18. генерација, матурирали 1858/9)
- Стојан Рибарац (Стојан Јовановић Рибарац), министар, Национална (либерална) странка (29. генерација, матурирали 1869/70)
- Тома Живановић, професор Правног факултета
- Урош Кнежевић, сликар, академик (19. генерација, матурирали 1860/61)
- Чедомиљ Мијатовић,  министар финансија, министар иностраних послова, посланик на страни, Напредна странка (17. генерација, матурирали 1858/9)

## Гимназија данас
Прва београдска гимназија, спомен-школа и симбол успеха српске науке и уметности, мисли и културе. У знак поштовања према знаменитим личностима које су стасавале, а неретко и предавале у гимназији, сви школски кабинети носе њихова имена.
Гимназија је 2009. године прославила 170 година постојања. Велики јубилеј српског образовања, у склопу разноврсних активности (изложбе, трибине, манифестација Ноћ музеја, концерти, спортска такмичења, међународна сарадња, музички фестивал гимназија у Дому омладине), крунисан је 6. јуна Свечаном академијом у Народном позоришту.
Јубилеј 180 година постојања обележаван је током 2019. године (Пројекат Прва и пријатељи, трибина Великани Прве, Прелиминарно такмичење за студенте у Србији, у склопу светског такмичења у познавању кинеског језика и културе, Књижевно подне – дружење са Милованом Витезовићем,Час историје и уметности одржан у свечаној сали Ректората Београдског универзитета, Свечана академија У славу просветитељства одржана на Великој сцени Народног позоришта, Дан школе (18. јун) у свечаној сали Гимназије – традиционално награђивање најбољих матураната и освајача награда на републичким такмичењима).
Јубилеј 185 година постојања обележаван је током 2024. године.
Данас Прва београдска гимназија има тридесет и седам одељења, 1050 ученика распоређених на природно-математички, друштвено-језички и смер одељења за ученике са посебним способностима за рачунарство и информатику, развијену кабинетску наставу и савремена учила. Гимназију карактерише квалитетан васпитно-образовни рад и наставни кадар, ангажована педагошко-психолошка служба и традиционално изузетан ученички потенцијал.

## Награде и признања
- Светосавска награда за 2021. годину (2022)[7]

### Награђени наставници
- Михајло Ћулум, наставник историје, Светосавска награда за 2010. годину (2011)[8]